# Métamorphisme hydrothermal
 (juillet 2015).
Si vous disposez d'ouvrages ou d'articles de référence ou si vous connaissez des sites web de qualité traitant du thème abordé ici, merci de compléter l'article en donnant les références utiles à sa vérifiabilité et en les liant à la section « Notes et références ».
 (juillet 2015).
Le métamorphisme hydrothermal est la transformation minéralogique d'une roche sous l'effet d'une modification de la température avec une pression constante avant la subduction et avec une pression qui augmente après la subduction mais sans modification de la composition chimique de la roche, et nécessitant un fluide (généralement l'eau).
Généralement, un métamorphisme hydrothermal se déroule à faible pression (géologiquement parlant : il y a un océan au-dessus  !), à faible température (quelques centaines de degrés) et en présence de grande quantité d'eau (d'où le besoin d'un océan).
Les roches métamorphisées les plus connues sont les métagabbros et la serpentine que l'on trouve au niveau des dorsales océaniques.
Ce processus se fait à l'état solide.
Le métamorphisme hydrothermal est un argument pour démontrer la présence d'un océan ayant existé.